# Euplectrophelinus
Euplectrophelinus är ett släkte av steklar. Euplectrophelinus ingår i familjen finglanssteklar.
Kladogram enligt Catalogue of Life:
| Euplectrophelinus | \| \| Euplectrophelinus meridionalis \| \| \| \| \| \| Euplectrophelinus saintpierrei \| \| \| \| |
|                   | \| \| Euplectrophelinus meridionalis \| \| \| \| \| \| Euplectrophelinus saintpierrei \| \| \| \| |
|                   | Euplectrophelinus meridionalis                                                                    |
|                   |                                                                                                   |
|                   | Euplectrophelinus saintpierrei                                                                    |
|                   |                                                                                                   |